# Puchar Świata Juniorów w saneczkarstwie (tory naturalne) 2023/2024
Sezon 2023/2024 Pucharu Świata Juniorów w saneczkarstwie na torach naturalnych – 10. sezon w historii Pucharu Świata Juniorów w saneczkarstwie na torach naturalnych rozpoczął się 30 grudnia 2023 roku w austriackiej miejscowości Obdach-Winterleiten. Ostatnie zawody z tego cyklu zostały rozegrane 28 stycznia 2024 roku na torze w Umhausen. Rozegrane zostały cztery konkursy w czterech miejscowościach.
Podczas sezonu 2023/2024 odbyła się jedna ważna impreza w randze juniorów. To Mistrzostwa Świata Juniorów, które zostały rozegrane na torze w austriackim Obdach-Winterleiten.

## Kalendarz zawodów Pucharu Świata
| Lp.                                               | Data                | Miejscowość         | Konkurencja      | 1 miejsce                          | 2 miejsce                                          | 3 miejsce                               |
| ------------------------------------------------- | ------------------- | ------------------- | ---------------- | ---------------------------------- | -------------------------------------------------- | --------------------------------------- |
| 1. PŚ                                             | 30-31 grudnia 2023  | Obdach-Winterleiten | Jedynki kobiet   | Riccarda Rütz                      | Jenny Castiglioni                                  | Tina Stuffer                            |
| 1. PŚ                                             | 30-31 grudnia 2023  | Obdach-Winterleiten | Jedynki mężczyzn | Alex Oberhofer                     | Žiga Kralj                                         | Vid Kralj                               |
| 1. PŚ                                             | 30-31 grudnia 2023  | Obdach-Winterleiten | Dwójki           | Włochy Tobias Paur · Andreas Hofer | Słowacja Peter Neupauer · Dominik Neupauer         | Słowacja Gabriel Halcin · Marian Budzak |
| 2. PŚ                                             | 4-5 stycznia 2024   | Ulten               | Jedynki kobiet   | Riccarda Rütz                      | Tina Stuffer                                       | Jenny Castiglioni                       |
| 2. PŚ                                             | 4-5 stycznia 2024   | Ulten               | Jedynki mężczyzn | Žiga Kralj                         | Hannes Unterholzner                                | Alex Oberhofer                          |
| 2. PŚ                                             | 4-5 stycznia 2024   | Ulten               | Dwójki           | Włochy Tobias Paur · Andreas Hofer | Czechy Jakub Merčák · Jan Janošek                  | -                                       |
| 3. PŚ                                             | 13-14 stycznia 2024 | Latsch              | Jedynki kobiet   | Jenny Castiglioni                  | Riccarda Rütz                                      | Sarah Schiller                          |
| 3. PŚ                                             | 13-14 stycznia 2024 | Latsch              | Jedynki mężczyzn | Alex Oberhofer                     | Žiga Kralj                                         | Hannes Unterholzner                     |
| 3. PŚ                                             | 13-14 stycznia 2024 | Latsch              | Dwójki           | Włochy Tobias Paur · Andreas Hofer | Rumunia Viorel Andrei Deac · Cornel Alexandru Coca | -                                       |
| 4. PŚ                                             | 27-28 stycznia 2024 | Umhausen            | Jedynki kobiet   | Riccarda Rütz                      | Sarah Schiller                                     | Jenny Castiglioni                       |
| 4. PŚ                                             | 27-28 stycznia 2024 | Umhausen            | Jedynki mężczyzn | Anton Gruber Genetti               | Alex Oberhofer                                     | Vid Kralj                               |
| 4. PŚ                                             | 27-28 stycznia 2024 | Umhausen            | Dwójki           | Włochy Tobias Paur · Andreas Hofer | Rumunia Viorel Andrei Deac · Cornel Alexandru Coca | -                                       |
| Mistrzostwa Świata Juniorów – Obdach-Winterleiten |                     |                     |                  |                                    |                                                    |                                         |

## Klasyfikacje

### Jedynki kobiet
| 1.    | Riccarda Rütz     | Austria | 1.  | 1.   | 2.  | 1. | 385 |
| 2.    | Jenny Castiglioni | Włochy  | 2.  | 3.   | 1.  | 3. | 325 |
| 3.    | Sarah Schiller    | Niemcy  | 5.  | 4.   | 3.  | 2. | 270 |
| 4.    | Tina Stuffer      | Włochy  | 3.  | 2. . | 4.  | -  | 215 |
| 5.    | Lotte Mulser      | Włochy  | 7.  | 9.   | 5.  | 5. | 195 |
| =     | Ivonne Müller     | Włochy  | 4.  | 5.   | 11. | 7. | 195 |
| . . . |                   |         |     |      |     |    |     |
| 19.   | Maja Poda         | Polska  | 19. | -    | -   | -  | 22  |

### Jedynki mężczyzn
| 1.    | Alex Oberhofer       | Włochy   | 1.  | 3. | 1. | 2. | 355 |
| 2.    | Žiga Kralj           | Słowenia | 2.  | 1. | 2. | 4. | 330 |
| 3.    | Anton Gruber Genetti | Włochy   | 6.  | 4. | 8. | 1. | 252 |
| 4.    | Hannes Unterholzner  | Włochy   | 7.  | 2. | 3. | 6. | 251 |
| 5.    | Vid Kralj            | Słowenia | 3.  | 5. | 5. | 3. | 250 |
| 6.    | Leon Auer            | Austria  | 5.  | 6. | 9. | 5. | 199 |
| . . . |                      |          |     |    |    |    |     |
| 37.   | Wojciech Kwieciński  | Polska   | 31. | -  | -  | -  | 10  |
| 38.   | Konrad Płonka        | Polska   | 34. | -  | -  | -  | 7   |
| 39.   | Nikolas Dawidowski   | Polska   | 36. | -  | -  | -  | 5   |
| 40.   | Patryk Hudy          | Polska   | 37. | -  | -  | -  | 4   |

### Dwójki
| Miejsce | Zawodniczka                              | Reprezentacja | OBD | PAS | SEI | UMH | Punkty |
| ------- | ---------------------------------------- | ------------- | --- | --- | --- | --- | ------ |
| 1.      | Tobias Paur Andreas Hofer                | Włochy        | 1.  | 1.  | 1.  | 1.  | 400    |
| 2.      | Viorel Andrei Deac Cornel Alexandru Coca | Rumunia       | -   | -   | 2.  | 2.  | 170    |
| 3.      | Jakub Merčák Jan Janošek                 | Czechy        | 4.  | 2.  | -   | -   | 145    |
| 4.      | Peter Neupauer Dominik Neupauer          | Słowacja      | 2.  | -   | -   | -   | 85     |
| 5.      | Gabriel Halcin Marian Budzak             | Słowacja      | 3.  | -   | -   | -   | 70     |
| 6.      | Wojciech Kwieciński Patryk Hudy          | Polska        | 5.  | -   | -   | -   | 55     |